# Тополовая (приток Козыревки)
Тополовая (Тополевая) — река на полуострове Камчатка в России. Протекает по территории Быстринского района. Длина реки — 51 км. Площадь водосборного бассейна — 279 км².
Начинается на южном склоне Козыревского хребта к востоку от горы Дыгорен-Оленгенде. Течёт по склону, поросшему берёзово-лиственничным лесом, в общем юго-восточном направлении. Впадает в реку Козыревка слева на расстоянии 279 км от её устья двумя рукавами, высота устья одного из них — 50,3 метра над уровнем моря. Ширина реки у подножия горы Тополовой — 15 метров, глубина 0,5 метра, дно твёрдое.
По данным государственного водного реестра России относится к Анадыро-Колымскому бассейновому округу. Код водного объекта — 19070000112120000015097.

## Притоки
- Левые: Левая Тополовая[3]
- Правые: Вторая Тополовая[3], Манманы, Стланиковый, Темная[5]